# Leitmotiv

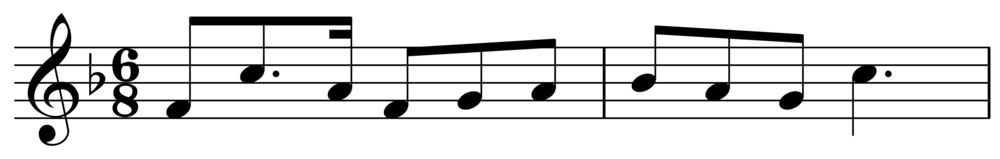
Leitmotif asociado con la llamada del cuerno de Siegfried en la ópera de 1876 de Richard Wagner, Siegfried.

Leitmotiv (del alemán leiten, 'guiar', 'dirigir', y motiv, 'motivo' [ˈlaɪtmoˌtiːf]), término acuñado por los analistas de los dramas de Richard Wagner, es el "tema musical recurrente en una composición" y, por extensión, "motivo central recurrente de una obra literaria o cinematográfica". Puede sustituirse por las voces españolas motivo o tema, acompañadas de los adjetivos conductor, central, principal o recurrente.
Dependiendo de la disciplina (música, pintura, arquitectura o literatura) se introducen y desarrollan diferentes motivos. Así, colores, composiciones, símbolos, personas, melodías, frases, etc., pueden usarse como leitmotiv. En ese caso, dentro de la obra se identifican plenamente con su contenido representado y solo se usan en relación con este contenido. Es la constante inspiracional en una obra.

## Origen
El leitmotiv tiene su origen en la ópera, llegando a usarse por primera vez en 1871 en las obras de Carl Maria von Weber. Posteriormente, será Wagner quien se encargará de explotar este elemento en sus dramas musicales.

## Literatura
El término nació en la música pero luego se extendió a otras artes como el cine y la literatura. Thomas Mann, el escritor alemán, la usó para referirse a los elementos individuales de una historia que los autores utilizaban repetidamente para contribuir a la narración general del cuento. En la literatura, tales imágenes recurrentes, acciones, palabras u otros elementos a menudo metafóricos que contribuyen a la narrativa se conocen como leitmotiv.[cita requerida]

## Arquitectura
Siendo el leitmotiv un motivo conductor, en la arquitectura las obras o edificaciones representan una idea o el motivo central. Siendo un símbolo que se identifica plenamente con su figura o siendo un vínculo con otro elemento de la obra.
También se puede conectar con la música como en la película Manhattan.

## Música
En la música, el leitmotiv por lo general es una melodía o secuencia tonal corta y característica, recurrente a lo largo de una obra, sea cantada (como en la ópera) o instrumental (como una sinfonía). Por asociación, se le identifica con un determinado contenido poético, y hace referencia a él cada vez que aparece. Así, una determinada melodía puede simbolizar a un personaje, un objeto, una idea o un sentimiento.

## Teatro
El uso de leitmotivs en el teatro es característico del teatro del absurdo y no tan absurdo, teniendo como principales representantes a Samuel Beckett y a Ionesco.
Es una situación o una acción que se repite indefinidamente en el transcurso de la situación dramática.
El leitmotiv es también fundamental en el teatro cómico, en géneros como el clown (payaso)  y la comedia del arte.
La repetición ha sido uno de los grandes efectos cómicos desde tiempos de Aristófanes.

## Cine y otros medios audiovisuales
Es una herramienta también extensamente usada en bandas sonoras de películas, como en El Señor de los Anillos, Tiburón, James Bond, Indiana Jones, El exorcista, Star Wars, El puente sobre el río Kwai, Regreso al Futuro, Gladiator, Superman, Batman, Piratas del Caribe, Misión Imposible, Conan, etc. En 2001: Una odisea en el espacio, la pieza de Richard Strauss, Así hablo Zaratustra, pasó a la historia por su utilización recurrente en esta película.  
Es utilizado principalmente para temas musicales de personajes, lugares, situaciones y hasta ideas en obras audiovisuales cinematográficas. Los leitmotiv se desarrollan a lo largo de la película, junto a los demás temas de una banda sonora. Por ejemplo, puede haber uno asociado a la muerte, y justo cuando un personaje está a punto de morir, su pasaje sonara para indicarnos que morirá, también podría ser que un lugar tenga su propia composición, como es el caso de Christmas Town y Halloween Town en The Nightmare Before Christmas, una de las muchas bandas sonoras de Danny Elfman, que por cierto, es una técnica muy utilizada por él.  
En aquellas series de televisión (ya sean actuadas o animadas) donde la música de fondo desempeña un papel realmente importante, este recurso es usado extensamente para adherir ambientación. No es raro escuchar un leitmotiv específico en varios temas para indicar que pertenece a un personaje importante o grupo de personajes. El sonido de la famosa escena de la ducha en Psicosis de Hitchcock, por ejemplo, suele usarse para dar una ambientación de peligro o miedo.
En los videojuegos, también se usa como recurso en la representación de escenarios, personajes o momentos cuyo objetivo es asociar cualquiera de estos recursos a la música (sea de fondo o no) tocada ese instante; en este caso, la pieza musical llega a ser una representación auditiva del recurso representado.